# Кливленд браунси
Кливленд браунси (енгл. Cleveland Browns) су професионални тим америчког фудбала са седиштем у Кливленду у Охају. Клуб утакмице као домаћин игра на стадиону Кливленд браунс. Такмичи се у АФЦ-а и наступају у дивизији Север. Клуб је основан 1946. и до сада није мењао назив.
„Браунси“ су били осам пута шампиони НФЛ-а, а последњи пут 1964. Маскота клуба је пас „Чомпс“.